# Bitka pri White Marsh
Bitka pri White Marshu ali bitka pri Edge Hillu je bila bitka v filadelfijski kampanji ameriške revolucionarne vojne, ki je potekala od 5. do 8. decembra 1777 na območju okoli Whitemarsh Townshipa v Pensilvaniji. Bitka, ki je potekala v obliki niza spopadov, je bila zadnji večji spopad leta 1777 med britanskimi in ameriškimi silami.
George Washington, vrhovni poveljnik ameriških revolucionarnih sil, je tedne po porazu v bitki pri Germantownu preživel utaborjen s kontinentalno vojsko na različnih lokacijah po zgornjem delu okrožja Philadelphia (zdaj okrožje Montgomery), severno od mesta, ki so ga zasedli Britanci. V začetku novembra so Američani vzpostavili utrjen položaj približno 16 km severno od Filadelfije ob potokih Wissahickon Creek in Sandy Run (Wissahickon Creek), predvsem na več hribih med Old York Road in Bethlehem Pike. Od tu je Washington spremljal gibanje britanskih čet v Filadelfiji in ocenjeval svoje možnosti.
4. decembra je general Sir William Howe, vrhovni poveljnik britanskih sil v Severni Ameriki, vodil precejšen kontingent čet iz Filadelfije v zadnjem poskusu uničenja Washingtona in kontinentalne vojske pred začetkom zime. Po nizu spopadov je Howe prekinil napad in se vrnil v Filadelfijo, ne da bi se z Washingtonom spustil v odločilen konflikt.
Ko so se Britanci vrnili v Filadelfijo, je Washington lahko odpeljal svoje čete v zimske četrti v Valley Forge.

## Ozadje in premik v bitko
Po porazu 4. oktobra 1777 v bitki pri Germantownu se je Washingtonova vojska umaknila po Skippack Pike do Pawling's Mill, onkraj Perkiomen Creeka, kjer so ostali utaborjeni do 8. oktobra. Nato so se odpravili vzhodno po Skippack Pike, zavili levo na Forty-Foot Road (današnja Old Forty-Foot Road) in se odpravili do Sumneytown Pike, kjer so se utaborili na posestvu Fredericka Wampola blizu Kulpsvilla v Towamencin Townshipu. Tam je brigadni general Francis Nash umrl zaradi ran, ki jih je utrpel v Germantownu in bil pokopan na pokopališču Mennonite Meeting. Washington je ostal v Towamencinu en teden, zbiral zaloge in čakal, da vidi ali se bo Howe premaknil proti njemu. 16. oktobra je Washington premaknil svoje sile na Methacton Hill v Worcester Townshipu. Ko je izvedel za Howeov umik iz Germantowna v Filadelfijo, je Washington 20. oktobra premaknil svojo vojsko v Whitpain, 5 km bližje Filadelfiji. 29. oktobra je Washingtonova vojska štela 8.313 kontinentalcev in 2.717 milic, čeprav so se mnogim vojakom iz Marylanda in Virginije iztekali pogoji služenja. Z okrepljenimi vrstami je Washington poslal brigado v pomoč pri obrambi utrdb Mifflin in Mercer na reki Delaware.
2. novembra je Washington po priporočilu svojega vojnega sveta odpeljal svoje sile v White Marsh, približno 13 km severozahodno od Filadelfije. Washington je vzpostavil štab v hiši Emlen, kjer sta bila on in njegovi pomočniki nastanjena. V White Marshu je vojska začela graditi redute in obrambne objekte, vključno z abatisom pred svojim taborom.
Po predaji britanskega generalpodpolkovnika Johna Burgoyna po bitke pri Saratogi, je Washington začel umikati čete s severa, vključno z 1.200 možmi Varnumove brigade Rhode Islanda in približno 1.000 dodatnimi možmi iz različnih enot Pensilvanije, Marylanda in Virginije. Generalmajor Horatio Gates je poslal strelski korpus polkovnika Daniela Morgana in brigade Johna Patersona in Johna Gloverja. S temi dodatnimi silami in bližajočo se zimo se je Washington moral soočiti s problemom oskrbe svoje vojske. Četrtina vojakov je bila bosa in bilo je zelo malo odej ali toplega oblačila. Washington je postal tako obupan, da je celo ponudil nagrado osebi, ki bi lahko priskrbela "najboljši nadomestek za čevlje, narejen iz surovih kož". Morala je bila tako nizka in dezertiranje tako pogosto, da je Washington 24. oktobra ponudil pomilostitev vsem dezerterjem, ki bi se vrnili do 1. januarja. Washingtonova izguba Filadelfije in neaktivnost sta povzročili kritike kongresa, ki ga je pritiskal, naj napade mesto. Zato je 24. novembra sklical vojaški svet, ki je z 11 proti 4 glasoval proti napadu. Kljub temu je Washington naslednji dan odšel pogledat britanske obrambne položaje, ki so se izkazali za močnejše, kot je pričakoval.
19. oktobra je Howe umaknil britanske sile iz Germantowna in se osredotočil na obrambo Filadelfije. Britanski vojaški inženir stotnik John Montresor je nadzoroval gradnjo serije štirinajstih mogočnih redut, ki so se začele pri Upper Ferryju, ob reki Schuylkill  in se raztezale vzhodno do obale reke Delaware], severno od Filadelfije. Howe je izkoristil svoj čas v Filadelfiji za zbiranje dodatnih sil iz lojalističnega prebivalstva v regiji. Novo povišani major John Graves Simcoe je okrepil svojo enoto "Queen's Rangers", ki je izgubila več kot četrtino svojih mož v bitki pri Brandywine. William Allen mlajši, sin uglednega lojalista Williama Allena, je ustanovil 1. bataljon pensilvanskih lojalistov in postal njegov podpolkovnik. Lojalist James Chalmers je ustanovil 1. bataljon marylandskih lojalistov in prevzel njegovo poveljstvo. Rekrutiranje je potekalo tudi med mestnim irskim katoliškim prebivalstvom, z ustanovitvijo irskih katoliških prostovoljcev in v okrožjih, ki so neposredno obkrožala Filadelfijo. Sredi novembra je padec utrdb Mifflin in Mercer dejansko končal ameriški nadzor nad reko Delaware in nujno potrebne zaloge so začele prihajati na mestne doke, skupaj z 2.000 dodatnimi britanskimi vojaki.
Tedni, ko sta dve veliki vojski sedeli nekaj kilometrov druga od druge, niso minili brez spopadov in med White Marshom in Northern Liberties je nastala petite guerre. Manjši spopadi med četami lahke pehote so se stopnjevali skozi november, s skoraj vsakodnevnimi izgubami na britanski in ameriški strani. V povračilo je Howe 22. novembra ukazal svojim četam, naj zažgejo več velikih podeželskih hiš na območju Germantowna, vključno s Fair Hillom, dvorcem in podeželskim posestvom, ki je prej pripadalo Johnu Dickinsonu. Skupno je bilo požganih enajst hiš, prebivalci Philadelphie pa so se povzpeli na strehe in cerkvene zvonike, da bi opazovali spektakel. Samo dan prej so se zbrale množice, da bi opazovale gorenje ladjevja komodorja Johna Hazelwooda v Delawareu. Istega jutra, ko so bili dvorci požgani, je Philadelphio prizadel potres, ki so ga čutili vse do Lancasterja. 27. novembra je nočno nebo osvetlila aurora borealis. Oba dogodka sta povzročila precejšnje vznemirjenje med prebivalci Philadelphie in četami, britanskimi in ameriškimi, ki so ju vzeli kot zlovešč znak prihodnjih dogodkov.
V začetku decembra se je Howe, kljub temu, da je pisal kolonialnemu sekretarju lordu Georgeu Germainu in ga prosil, naj ga razreši poveljstva, odločil, da je v položaju, da poskusi še zadnjič uničiti Washingtonovo vojsko pred začetkom zime in začel je priprave na napad na ameriške sile. Washingtonova obveščevalna mreža v Philadelphii, ki jo je vodil major John Clark, je izvedela za britanske načrte, da presenetijo Američane. Po zgodovinsko nepotrjeni zgodbi je Howejeve premike Američanom razkrila kvekerka po imenu Lydia Darragh ki je slišala britanske častnike, nastanjene v njeni hiši, kako razpravljajo o Howovem načrtu, in je prečkala britanske linije, da bi to informacijo dostavila polkovniku Eliasu Boudinotu iz Kontinentalna vojska|kontinentalne vojske]], ki je bil v gostilni Rising Sun med Germantownom in Northern Liberties Township, Pennsylvania, (nahaja se na današnjem križišču Germantown Avenue in Old York Road) in je poskušal zagotoviti zaloge. Boudinot je takoj posredoval to informacijo Washingtonu, in kontinentalna vojska je bila pripravljena, ko je Howe, z vojsko približno 10.000 mož, odkorakal iz Filadelfije tik pred polnočjo 4. decembra. Predhodnico, ki jo je vodil generalpodpolkovnik Lord Cornwallis, se je odpravila po Germantown Pike. Druga kolona, ki jo je vodil generalpodpolkovnik Wilhelm  von Knyphausen, je korakal proti ameriškemu levemu krilu.

## Prvi dan bitke
Takoj po polnoči 5. decembra se je Cornwallisova predhodnica, ki je sestavljala dva britanska bataljona lahke pehote, spopadla z ameriško konjeniško patruljo pod poveljstvom stotnika Allena McLanea blizu Three Mile Run na Skippack Roadu. McLane je poslal sporočilo Washingtonu in ga opozoril na britanske premike. Medtem ko je glavnina britanskih čet korakala skozi Germantown, Beggarstown, Pennsylvania in Flourtown, vse v Pennsylvaniji, so se oglasili ameriški alarmni topovi in zasedli položaje. Ob 3:00 zjutraj so se Britanci ustavili na Chestnut Hillu, južno od ameriških obrambnih položajev, in čakali na zoro. Ponoči je Washington ukazal svojim četam, naj zakurijo dodatne taborniške ognje, da bi prevarali Britance. "...[I]zgledalo je, kot da je tam taborilo petdeset tisoč mož. Podnevi smo videli, da je to le trik...," je zapisal hesenski major Carl von Bauermeister.
Pričakujoč spopad, je Washington previdno pospravil šotore pred sončnim vzhodom in poslal težko prtljago na sever v Trappe, Pennsylvania. Nato je poslal čete, da bi ugotovile velikost in namen britanske kolone. Brigadni general James Irvine iz pensilvanijske milice je vzel 600 mož in jih popeljal skozi dolino Wissahickon proti Chestnut Hillu. Brigada brigadnega generala Jamesa Potterja s približno 1.000 možmi pensilvanijske milice in Webbov "2nd Connecticut Regiment" z 200 možmi sta se premaknila, da bi zaščitila Irvineovo desnico. Okoli poldneva je Irvineov oddelek naletel na britansko lahko pehoto na severni strani Chestnut Hilla. Pensilvanijska milica je izstrelila prvi strel, vendar so jo Britanci kmalu razbili. Med poskusom, da bi zbral svoje bežeče čete, je Irvineu odstrelilo tri prste in so ga ujeli, ko je padel s konja. Potterjeva brigada je takoj pobegnila, kljub ukazom, naj napreduje in se spopade z britansko lahko pehoto. "2nd Connecticut Regiment" se je na kratko upiral, ubil tri in ranil enajst, vključno z britanskim stotnikom Sir Jamesom Murray-Pulteneyjem.
Britanski  podpolkovnik Robert Abercromby]se je odločil izkoristiti svojo prednost, potem ko je razgnal Irvinejeve čete. Odšel je proti severu in zavzel episkopalno cerkev sv. Tomaža, ki se je nahajala na gričku. Howe je prispel kmalu zatem in se povzpel na vrh cerkvenega zvonika, da bi si ogledal ameriške položaje. Ker je menil, da so ameriške obrambe premočne za napad z njegovo trenutno silo, se je odločil, da jih bo obstreljeval z artilerijskim ognjem; vendar njegovi topovi niso imeli dovolj dosega, da bi zadeli Washingtonove obrambe. Njegove sile so tisto noč taborile na Chestnut Hillu in načrtovale nov način napada za naslednji dan.

## Drugi in tretji dan bitke
Vojski sta 6. decembra preživeli v opazovanju druga druge čez dolino Wissahickon. Howe je upal, da bo Washington zapustil svoje položaje in napadel Britance; Washington tega ni storil, raje je pustil Britancem, da manevrirajo. Do konca dneva se je Howe odločil za bočni premik proti ameriški levi, proti Jenkintownu in Cheltenham Townshipu, medtem ko bi sile generalmajorja Charlesa Greya ustvarile preusmeritev z napadom na ameriško sredino.
Nekaj po 1:00 zjutraj 7. decembra je Howe popeljal britansko vojsko nazaj skozi Germantown in nato v Jenkintown, kjer so ostali do poldneva. Ker so bili britanski premiki skriti za grebenom na Chestnut Hillu, Washington ni bil seznanjen s Howeovim manevriranjem do 8:00 zjutraj. Takoj je premaknil Daniel Morganov strelski korpus in marylandsko milico polkovnika Mordecaija Gista proti vzhodu, da bi pokril svoj levi bok. Približno miljo desno od tega odreda sta brigadni general James Potter z brigado pensilvanijske milice in Webbov 2. polk Connecticuta, pod poveljstvom podpolkovnika Isaaca Shermana, nadaljevala po Limekiln Road proti Edge Hillu. Gibanje britanske [zadnje straže, vključno z Jägersi in Queen's Rangers, je bilo ovirano z požiganjem vasi Cresheim in Beggarstown s strani čet na čelu kolone. Howeova desnica je bila zdaj nameščena blizu prezbiterijanske cerkve Abington. Njegova glavna sila se je premaknila, da bi se namestila na Edge Hillu, grebenu, ki je potekal vzporedno z ameriškimi linijami in miljo pred njimi. Greyeva kolona se je odcepila od glavne kolone in nadaljevala po Whitemarsh Church Road proti ameriški sredini.
General Grey je dobil navodila, naj ne napade, dokler ne zasliši streljanja iz Howeove kolone, vendar je po nekaj urah postal nestrpen in se odločil, da bo nadaljeval sam. Svojo kolono je razdelil na tri divizije, z Queen's Rangers na levi, Jägersi na vsaki strani ceste in lahko pehoto Garde na desni, in se odpravil v smeri Tyson's Tavern na Limekiln Road. Ko se je Grey pomikal proti ameriškemu centru, so njegove čete pri Edge Hillu prišle pod ogenj ameriške milice. Milica je bila hitro razbita, z med dvajset in trideset ubitimi in petnajstimi ujetniki. Generala John Cadwalader in Joseph Reed, ki sta izvidovala na konjih blizu Twickenhama, posestva Thomasa Whartona Jr., sta poskušala zbrati Potterjevo bežečo pensilvaijnsko milico. Podpolkovnik Sherman, častnik zadolžen za 2. kontinentalni regiment Connecticuta, je zameril Reedovo prevzemanje poveljstva in se kasneje pritožil Washingtonu, da je to "…častnike in može spravilo v takšno zmedo, da je bilo nemogoče ohraniti red, ki je tako nujen pri vstopu v akcijo." Britanci so jih kmalu obkolili in presegli po številu, pensilvanijsko milico pa je ponovno zajela panika in je pobegnila. 2. kontinentalni regiment Connecticuta se je uprl, izstrelil med dva in pet nabojev na moža; Sherman je ukaz za umik dal šele, ko so bili Jägersi 15–20 jardov od njegovega položaja. V nekem trenutku sta se Cadwalader in Reed ločila od milice, Reedovega konja pa so ustrelili pod njim. Skupina hesijskih vojakov je z bajoneti napadla oba častnika, vendar je stotnik McLane prijahal z nekaj dragonci in ukazal napad, ki je razgnal hesijske vojake. McLane je nato oba častnika odpeljal na varno.
Pensilvanijska milica je v paniki pobegnila po Edge Hillu, čez Sandy Run in proti glavnemu ameriškemu taboru. Takoj za njimi so bili možje 2. Connecticut regimenta, prav tako v neurejenem umiku. Zasledovali so jih do nekaj jardov od njihovega tabora Queen's Rangers in Jägers, ki so se nato umaknili in zavzeli položaj na Edge Hillu, med Greyevimi četami in Howevo glavno kolono.
Morganov strelski korpus in Gistova milica iz Marylanda sta zavzela položaj na Edge Hillu, približno miljo vzhodno od Greyevih čet in višje na grebenu. Majhna skupina Američanov se je premaknila navzdol, da bi napadla lahko pehoto gardistov polkovnika Twistletona, vendar so jih Britanci hitro odbili. William Augustus West, 3rd Earl De La Warr, ki je bil nameščen z lahko pehoto, je opazil, da sta se 4. in 23. polk spopadla z Američani z 9 ubitimi in 19 ranjenimi. Britanski major John André je poročal, da je bil en Američan ubit.
Medtem se je glavnina Morganovih in Gistovih čet spopadla z Howevo glavno kolono v gostem gozdu, kjer so se borili v "indijanskem slogu", od drevesa do drevesa. Milica Marylanda je z nenavadno močjo napadla 1. bataljon lahke pehote Abercrombyja: britanski častniki, ki so bili navajeni srečevati milico, ki bi pobegnila ob prvem znaku bitke, so kasneje izrazili občudovanje nad spretnostjo Morganovih in Gistovih mož. Morganove čete niso bile okrepljene in so se bile prisiljene umakniti nazaj v glavni tabor, potem ko je Cornwallis poslal 33. pehotni polk.

## Britanski umik
Zjutraj 8. decembra so britanski generali in inženirji ponovno preučili ameriške položaje in iskali kakršno koli prednost, ki bi jo lahko izkoristili v ameriški obrambi. Na presenečenje tako Britancev kot Američanov se je Howe odločil umakniti in se vrniti v Filadelfijo. Kljub uspehu v dveh večjih spopadih v preteklih dneh, njegovo manevriranje ni prišlo tako daleč okoli ameriškega boka, kot je upal in zaloge njegovih čet so se zmanjševale. Poleg tega so bile noči vse hladnejše in čete so pustile svoje šotore in opremo v Filadelfiji.
Mark Boatner pravi, da se je Howe "odločil, da je Washingtonova obramba premočna, da bi upravičila tveganje splošnega napada. Ob 14.00, so se Britanci začeli umikati, prižigali so številne taborske ognje – s taktiko, podobno tisti, ki jo je Washington uporabil tri dni prej – da bi prikrili svoje gibanje. Ameriška izvidniška skupina, ki jo je vodil stotnik McLane, je odkrila, da se Howe vrača po Old York Road v Filadelfijo in to informacijo sporočila Washingtonu. Morganove čete so nadlegovale sovražnikov zadnji del, zlasti Greyevo kolono, ki jo je ovirala teža topništva, ki ga je prevažala. Kontingent hesijcev se je oblikoval, da bi se jim uprl s svojimi poljskimi topovi in Morganove čete so se umaknile. Britanci so prispeli v Filadelfijo kasneje istega dne.

## Žrtve
Ni znano, da bi obstajal uradni ameriški seznam žrtev od 5. do 8. decembra. Vendar pa je mogoče nekatere informacije sestaviti iz različnih virov. Za 5. december David Martin pravi, da je sila generala Irvineja utrpela približno 40 žrtev, medtem ko je lojalistični častnik z britansko vojsko zapisal, da je bil Irvine ujet skupaj s 23 svojimi možmi. Za 6. december Howard Peckham pravi, da so Američani izgubili 30 mrtvih, 40 ranjenih in 15 ujetih. Številko 15 ujetnikov je potrdil John André v svojem dnevniku.
Za 7. december je polkovnik John Laurens izjavil, da je "izguba Morganovih strelcev 27 mrtvih in ranjenih", medtem ko je John Donaldson, ameriški konjenik, zapisal, da je "Morgan imel 44 mrtvih in ranjenih in med njimi je bil major Morris, pogumen in galanten častnik" Ta referenca se je nanašala na majorja Josepha Morrisa iz 1. polka New Jerseyja, tako da je bila Donaldsonova številka očitno za celotno silo pod Morganovim poveljstvom, medtem ko je bila Laurenssova številka samo za korpus strelcev. Benson Lossing potrjuje, da je bilo "sedemindvajset ubitih in ranjenih v Morganovem korpusu", medtem ko je bil major Morris hudo ranjen in je milica Marylanda izgubila "16 ali 17" ranjenih. Za 8. december David Martin pravi, da je milica Marylanda izgubila 20 mrtvih ali ranjenih in 15 ujetnikov. Iz teh virov bi se skupna ameriška izguba od 5. do 8. decembra zdela 16 mrtvih ali ranjenih in 24 ujetih 5. decembra; 70 mrtvih ali ranjenih in 15 ujetih 6. decembra; 44 mrtvih ali ranjenih 7. decembra in 20 mrtvih ali ranjenih in 15 ujetih 8. decembra. To pomeni 150 mrtvih ali ranjenih in 54 ujetih, kar skupaj znaša 204 moške.
William West, 3. grof De La Warr, Lord Cantelupe je v svojem dnevniku zapisal, da "število mrtvih in ranjenih na naši strani znaša sto dvajset, en častnik je bil ubit. Cantelupejeva številka se približno ujema s Howeovim uradnim poročilom o žrtvah za "različne spopade od 4. do 8. decembra", ki navaja 19 mrtvih, 60 ranjenih in 33 pogrešanih. David Martin navaja skupno britansko izgubo, vključno z dezerterji, kot 350, kar bi pomenilo, da je dezertiralo 238 moških.

## Posledice
Washington, razočaran, ker se ni mogel soočiti s Howeom v bolj odločilni akciji, je v svojem poročilu Henryju Laurensu, predsedniku Kongresa, zapisal: "Iskreno si želim, da bi napadli; izid bi bil po vsej verjetnosti, glede na razporeditev naših čet in močan položaj našega tabora, srečen in uspešen. Hkrati moram dodati, da so razum, preudarnost in vsa načela politike prepovedovala, da bi zapustili naš položaj in jih napadli. Samo uspeh bi upravičil ta ukrep in tega ni bilo mogoče pričakovati glede na njihov položaj."
11. decembra je Kontinentalna vojska zapustila White Marsh in se odpravila v Valley Forge. Vojakom je pot, dolga 13 mi (21 km), vzela osem dni. Naslednjega aprila je Howe odstopil s svojega položaja in se vrnil v Britanijo, nadomestil pa ga je general Sir Henry Clinton. Po vstopu Francije v vojno so Britanci naslednjo pomlad po kopnem evakuirali Filadelfijo, in med potjo v New York City jih je Washington napadel v Bitka pri Monmouthu.
Ostanki ameriških redut so bili vidni blizu Farmar Mill, prav tako ostanki kamnitih dimnikov iz vojaških improviziranih koč, še leta 1860. Bitka je omenjena v Dnevniku Sally Wister, avtorica pa kasneje opazuje ostanke bližnjega tabora. Državni park Fort Washington, ki zajema del območja, ki so ga zasedle ameriške sile, je bil ustanovljen v zgodnjih 20. letih 20. stoletja s strani Komisije Fairmount Park iz Filadelfije in ga danes upravlja Ministrstvo za ohranjanje in naravne vire Pensilvanije. Fort Hill v parku označuje mesto, kjer je nekoč stala začasna utrdba na zahodnem koncu ameriškega položaja. Pensilvanijska milica (pod generali John Armstrong, Sr., John Cadwalader in James Irvine) je zasedala položaje na Militia Hill v parku. V bližini stoji hiša Emlen, Washingtonov štab med 2. novembrom in 11. decembrom, kljub uničujoči modernizaciji leta 1854.